# Justino Díaz
Pour les articles homonymes, voir Díaz.
Justino Díaz (né le 29 janvier 1940 à San Juan, Porto Rico) est un baryton-basse américain d'origine portoricaine et de renommée internationale. 

## Biographie
Il fait ses études musicales à l'Université de Porto Rico, puis au Conservatoire de la Nouvelle-Angleterre, où il a comme professeurs Ralph Errole et Frederick Jagel. Il chante dès 1961 de petits rôles avec le New England Opera et le American Opera Society.
En 1963, il remporte un premier prix au concours du Metropolitan Opera Auditions of the Air, puis y débute en octobre dans le rôle de Monterone dans Rigoletto. C'est le début d'une longue et brillante carrière avec ce théâtre, qui durera plus de trente ans.
Il y crée le rôle de Antonius dans Anthony and Cleopatra de Samuel Barber, lors de l'inauguration de la nouvelle salle au Lincoln Center en 1966. La critique newyorkaise le compare même à Ezio Pinza. 
En 1964, il parait au Festival Casals de Porto Rico, puis au Festival de Spoleto en 1965, et connait un immense succès au Festival de Salzbourg en 1966, dans le rôle d'Escamillo de Carmen, aux côtés de Grace Bumbry, et sous la direction de Herbert von Karajan.
Il fait un triomphal début à La Scala de Milan en 1969, en Maometto dans L'Assedio di Corinto, aux côtés de Beverly Sills et Marilyn Horne (il reprendra le rôle au Metropolitan Opera en 1975), viennent ensuite ses débuts à l'Opéra d'État de Vienne en 1972, puis au Royal Opera House de Londres en 1976. Il parait aussi à Paris, Munich, Hambourg, Barcelone, etc.
Aux États-Unis, outre le Metropolitan Opera, il se produit régulièrement au Lyric Opera de Chicago et au San Francisco Opera. Il chante également à Mexico et Rio de Janeiro.
Outre Escamillo et Maometto, Justino Diaz s'est particulièrement illustré dans les rôles de Iago et Scarpia, et a participé à de nombreux enregistrements, ainsi que quelques films d'opéra, notamment Carmen et Otello.

## Sources
- Alain Pâris, Le dictionnaire des interprètes, Robert Laffont, 1989.  (ISBN 2-221-06660-X)